# Tadeusz Zieliński (biskup)
Bp Tadeusz Zieliński (ur. 26 grudnia 1904 r., zm. 11 sierpnia 1990 r. w Scranton) – pierwszy biskup Polskiego Narodowego Kościoła Katolickiego w Stanach Zjednoczonych i Kanadzie (PNKK) w latach 1969–1978. Jego następcą na tym stanowisku, został wybrany w 1978 r. bp Franciszek Rowiński. 
Tadeusz Zieliński został wyświęcony na kapłana 3 listopada 1927r. Od 1951 r. Tadeusz Zieliński był proboszczem katedry Matki Boskiej Różańcowej w Buffalo. Tadeusza Zielińskiego na godność biskupa wybrał X Synod Polskiego Narodowego Kościoła, elekt został konsekrowany 2 września 1954 r. w katedrze pw. Matki Bożej Różańcowej w Buffalo. W 1964 przebywał w Polsce, gdzie poświęcił kamień węgielny pod budowę świątyni polskokatolickiej w Libiążu. Na XIII synodzie w 1969 r. wybrany Pierwszym Biskupem. Bp Tadeusz Zieliński był zaangażowany w organizację misji PNKK w Brazylii w drugiej połowie lat 70. XX w.